# Persoonia longifolia
La Persoonia longifolia, conocida también como persoonia de hojas largas o simplemente snottygobble, es una especie de arbusto alto o árbol pequeño en el  género de plantas Persoonia, alcanza hasta 5 metros de altura. Se le encuentra en los bosques de Jarrah en el suroeste de Australia Occidental. Esta especie se caracteriza por sus hojas largas, delgadas, y verde oscuras, las flores amarillas a naranjas y la corteza escamosa rojo oscura.

## Descripción

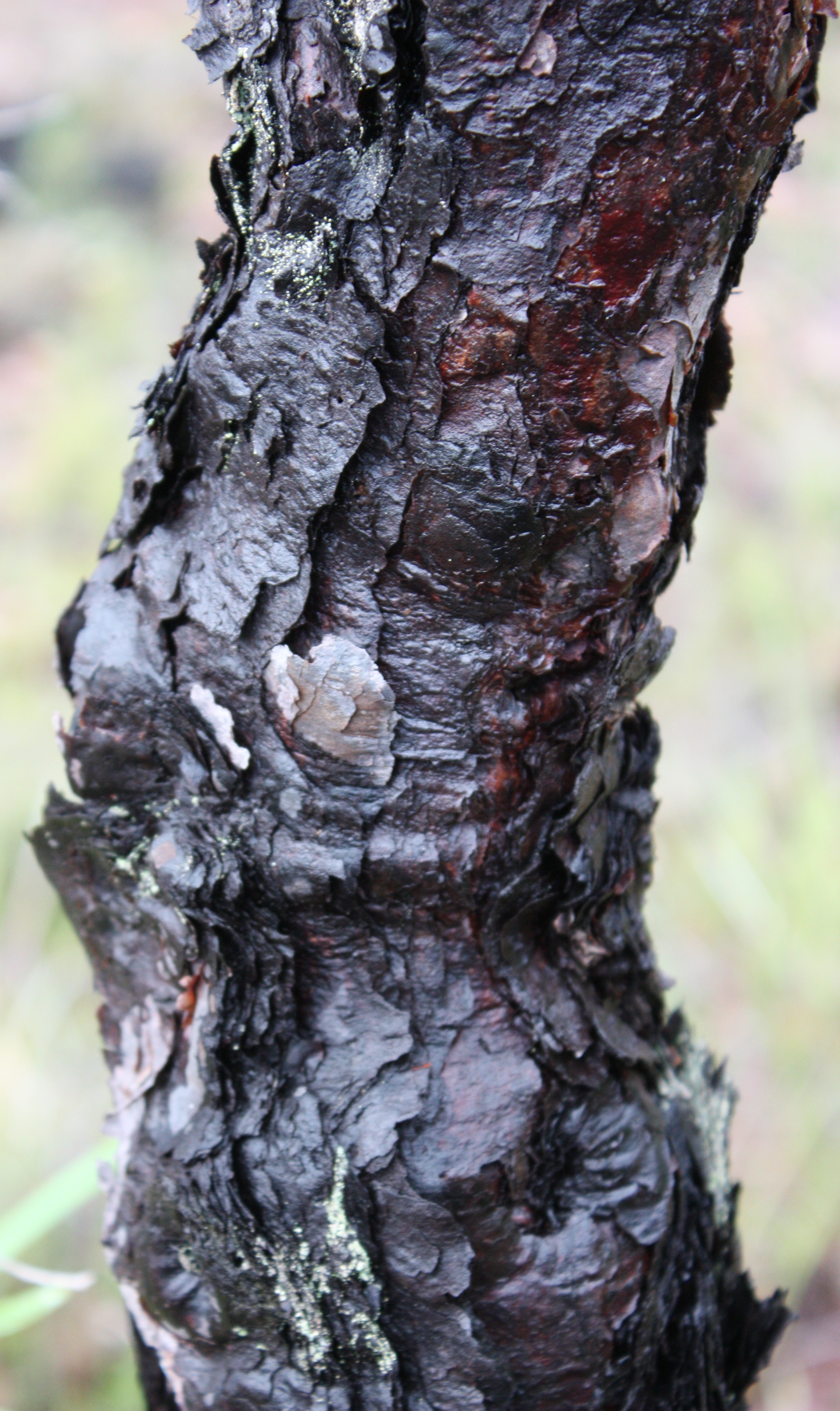
Una sección del tronco, mostrando la corteza roja escamosa.

Este arbusto o árbol erecto alcanza aproximadamente 5 metros de alto, usualmente con pocas ramas. Sus hojas verde oscuras son estrechas y ligeramente elípticas, y pueden medir hasta 220 milímetros de longitud. La distintiva corteza es de color rojo oscuro a bronce con muchas capas con consistencia parecida a papel que se desprende fácilmente.
Los snottygobbles florecen en los meses de verano, con flores amarillo oscuras a naranja que crecen en cortos racimos.  Las flores individuales miden de 12 a 14mm de longitud con vellos naranjas a cafés. Las flores se dividen en cuatro segmentos estrechos que se desenrollan para revelar el estambre. Los frutos son verdes inicialmente, pero cambian a un color amarillo verdoso unos pocos días antes de caerse.

## Distribución
Se le encuentra en el suroeste de Australia Occidental desde Albany hasta los límites del sureste de Perth. Crece en los bosques de jarrah, karri, marri y tingle.

## Ecología
Persoonia longifolia es polinizada por abejas nativas. También es visitada por una mariposa endémica (Heteronympha merope).

## Cultivo
Como muchos miembros del género Persoonia, las dificultades en la propagación son una considerable barrera para el potencial de cultivo de esta planta. La semilla o no germina o germina después de un período prolongado de un año o más.

## Taxonomía
Persoonia longifolia fue descrita por Robert Brown y publicado en Trans. Linn. Soc. London 10: 164 1810.
Etimología
El epíteto de la especie se deriva de los términos latinos longu "largo", y folium "hoja".
Sinonimia
- Linkia longifolia Kuntze[2]